# Boeing Pelican
Boeing Pelican ULTRA (Ultra Large Transport Aircraft) je nerealizovaný projekt velkokapacitního dopravního ekranoplánu pro vojenské nebo civilní využití.
Koncept pocházel od divize Phantom Works firmy Boeing. Letadlo mělo mít délku trupu 152 metrů (Antonov An-225 má délku 84 metrů) a rozpětí křídel 109 metrů. Mělo být schopné dopravit 1400 tun nákladu na vzdálenost dolet 16 000 km. Nad mořem měl Pelican v nízkém letu využívat přízemního efektu, ale nad pevninou měl létat ve výšce až 6000 m. Pohon měly obstarat čtyři turbovrtulové motory. 
Od roku 2002 nejsou k dispozici žádné informace o vývoji tohoto letounu.